# Vilém
Vilém je mužské křestní jméno germánského původu. Vzniklo ze jména Willhelm (staroseversky Vilhjálmr) spojeného z výrazů will – „vůle“, „touha“ a helm – „přilba“, „ochrana“ → tedy význam je „ochranou je má vůle“ či „rytíř velké přilby“.
Podle českého kalendáře má svátek 28. května.

## Statistické údaje
Následující tabulka uvádí četnost jména v ČR a pořadí mezi mužskými jmény ve srovnání dvou roků, pro které jsou dostupné údaje MV ČR – lze z ní tedy vysledovat trend v užívání tohoto jména:
| Rok       | Četnost    | Pořadí      |
| 1999      | 7180       | 77.         |
| 2002      | 6921       | 77.         |
| Porovnání | o 259 méně | žádná změna |
| 2006      | 6564       | 79.         |

Změna procentního zastoupení tohoto jména mezi žijícími muži v ČR (tj. procentní změna se započítáním celkového úbytku mužů v ČR za sledované tři roky 1999–2002) je −2,9%.

## Domácké podoby
Vilda, Vili, Vilík, Vilímek, Vilémek

## Zahraniční varianty
- William – dánsky, švédsky, anglicky
- Willem – anglicky
- Viliam – slovensky, bulharsky
- Vilhelm – slovensky, srbochorvatsky
- Vilím – staročesky
- Wilhelm – nizozemsky, norsky, polsky, německy
- Liam – irsky
- Guillaume – francouzsky
- Guglielmo – italsky
- Guillermo – španělsky
- Guilherme – portugalsky
- Vilgelm – rusky
- Vilho – finsky
- Vilmos – maďarsky

## Známí nositelé jména

### Svatí a blahoslavení
- sv. Guglielmo da Vercelli (1085–1142), poustevník a opat
- bl. Vilmos Apor (1892–1945) – biskup a mučedník
- Svatý Vilém Akvitánský (775–812) – válečník a mnich

### Čeští
- Vilém Besser, herec
- Vilém Blodek, hudební skladatel
- Vilém Čok, hudebník
- Vilém Heckel, fotograf a horolezec
- Vilém Kurz, klavirní virtuos
- Vilém Kurz starší, spisovatel, politik, menšinový aktivista a jeden ze zakládajících členů Klubu českých turistů.
- Vilém Mrštík, spisovatel, dramatik, překladatel a literární kritik
- Vilém Pospíšil, ekonom a první guvernér Národní banky Československé
- Vilém Přibyl, operní pěvec
- Vilém Slavata z Chlumu a Košumberka, český šlechtic
- Vilém Tauský, český dirigent a hudební skladatel
- Vilém Závada, spisovatel a překladatel

### Zahraniční
- Vilém I. – více osob, rozcestník
- Vilém I. Dobyvatel (1028–1087) – anglický král
- Vilém II. – více osob, rozcestník
- Vilém III. – více osob, rozcestník
- Vilém IV. – více osob, rozcestník
- Vilém IX. Akvitánský (1071–1126) – akvitánský vévoda, křižák a trubadúr
- Vilém X. Akvitánský (1099–1137) – otec francouzské a později anglické královny Eleonory Akvitánské
- Vilém Aetheling (1103–1120) – jediný syn a dědic anglického krále Jindřicha I., při ztroskotání lodi White Ship
- Vilém-Alexandr Nizozemský (* 1967) – nizozemský král
- Vilém Ludvík Nasavsko-Saarbrückenský (1590–1640) – hrabě saarbrückenský
- Vilém Oranžský – více osob
- Vilém ze Saint-Thierry († 1148) – mystik a autor duchovních knih
- Vilém z Tripolisu (asi 1220–1273) – dominikánský mnich, kazatel a misionář působící v křižáckých státech na Blízkém východě
- Vilém z Tyru (1130–1186) – jeruzalémský historik, kronikář a arcibiskup z Tyru
- Princ William (* 1982) – princ z Walesu
- Wilhelm Grimm – německý spisovatel a sběratel pohádek
- Gottfried Wilhelm Leibniz – německý fyzik a matematik
- Friedrich Wilhelm Nietzsche – německý filosof
- Wilhelm Conrad Röntgen – německý fyzik
- William Shakespeare – anglický dramatik
- Vilém Tell – legendární švýcarský hrdina ze 14. století
- William Wallace – skotský bojovník za svobodu
- William Wordsworth – anglický básník

## Literární postavy
- Svatý Vilém Akvitánský – hrdina chansons de geste